# Rabella de Faria
Rabella M. de Faria (Paramaribo, 1960) es una política y mujer de negocios neerlandesa de origen surinamés. Desde abril del 2002 hasta enero del 2004 en representación del partido Leefbaar Rotterdam se desempeñó como Concejal de Seguridad y Salud de Róterdam. 

## Biografía
Carrera en el ámbito de los negocios 
Rabella de Faria realizó estudios de Administración de Empresas, e ingeniería civil. En los Países Bajos trabajó en los consulados de Kuwait y de Tailandia y la Embajada de Sudán. En 1992 se convirtió en dueña y directora de la aerolínea Faravia. 
Fue directora de la Fundación de Negocios del Aeropuerto de Róterdam y del Círculo VNO-NCW de Totterdam, Presidente del Club Erasmus de Debate y kringlid the riverbank Judge de la Cámara de Comercio. En 1994 recibió la distinción como Entrepreneur del aeropuerto de Róterdam. En el año 2001 fue elegida "mujer de negocios de raza negra del año". 
- Datos: Q2230160